# 伊萬奇齊 (扎里奇涅區)
51°50′1″N 26°10′2″E / 51.83361°N 26.16722°E
伊萬奇齊（烏克蘭語：Іванчиці），是烏克蘭西北部的村莊，隸屬里夫內州的瓦拉什區。該村始建於1882年，面積8.44平方公里，海拔高度145米，2001年人口854，人口密度每平方公里101.18人。